# Charles-Claude-Florent Thorel de Campigneulles
Charles-Claude-Florent Thorel de Campigneulles, né le 3 octobre 1737 à Montreuil-sur-Mer (Pas-de-Calais) et mort le 27 mars 1805 à Trévoux (Ain), est un critique, moraliste, journaliste et écrivain français.

## Biographie
Ancien garde du corps, Campigneulles était trésorier de France à la généralité de Lyon, ce qui ne l’empêcha pas d’écrire beaucoup. Cultivant les lettres par gout, il s’essaya dans presque tous les genres, sans obtenir de succès décidé dans aucun. Il débuta, en 1756, par un ouvrage intitulé le Temps perdu, ou Histoire de M. de C***. Il fonda, ensuite, en janvier 1759, le Journal des Dames et rédigea les quatre premiers volumes, promettant aux lectrices des « riens délicieux » et des « productions agréables » jusqu’à mai 1759, et qui a été repris et continué par Relongue de La Louptière  à partir d’avril 1761.
Il publia d’autres romans, des dialogues, des essais, etc. Aucune de ses œuvres ne s’éleva au-dessus de l’ordinaire ; on citera toutefois : Anecdotes morales de la fatuité, suivies de recherches et de réflexions sur les petits-maitres (1760). On lui a attribué une Suite du roman de Candide.
Il a été admis, à partir de 1766, dans plusieurs Académies de province, dont l’Académie de Lyon, d’Angers, de Villefranche, de Caen, et des Arcades de Rome.

## Œuvres
- Nouveaux essais en différents genres de littérature, Genève [S.n.], 1750 ; et Lyon, [S.n.], 1765, in-8°.Cet ouvrage a été réédité :  (ISBN 978-3-62864-629-4), (OCLC 722399735) Wildberg, Belser Wiss. Dienst, 1989-1990, 165 p.
- Le Temps perdu, ou Histoire de M. de C***, Paris, [S.n.], 1756, in-12.
- Essais sur différents sujets, Londres ; Paris, Lambert, 1758, in-12.
- Anecdotes morales sur la fatuité, suivies de recherches et de réflexions sur les petits-maîtres anciens & modernes, Anvers et Paris, Urbain Coustelier, 1760, in-12.
- Le Nouvel Abailard, ou Lettres d’un singe au docteur Abadolfs, trad. de l’allemand, Francfort et Paris, Grange, 1763, in-12, 264 p.
- Dialogues moraux de M. de C*** suivis de l’Histoire d’un baron picard, Amsterdam ; Paris, Laurent Prault, 1768, 2 vol. in-12.Quelques exemplaires de cet ouvrage portent ce titre : Dialogue moraux d’un petit-maitre philosophe et d’une femme raisonnable, Londres, 1774, in-12.

## Traductions
- Cléon, rhéteur cyrénéen, ou Apologie d’une partie de l’histoire naturelle, traduit de l’italien de Vital, Amsterdam [Paris], 1750, in-12.Ouvrage composé par Thorel. On en cite une autre édition, sous le titre de Cléon, ou le Petit Maitre esprit fort, Genève, 1757, in-12, mais c’est vraisemblablement celle imprimée dans le « Choix littéraire de Genève ». Cet ouvrage a été inséré aussi dans les Contes moraux de madame de Uncy.